# Julia Ituma
Julia Ituma, född 8 oktober 2004 i Milano, Italien, död 13 april 2023 i Istanbul, Turkiet, var en italiensk volleybollspelare. 
Ituma spelade med Italiens juniorlandslag för olika åldersgrupper, med vilka hon vann flera titlar och vid U19-EM 2022 utsågs till mest värdefulla spelare. Hon sågs som en stor talang.. På klubbnivå spelade hon först med Italiens utvecklingslag Club Italia (en motsvarighet till RIG Falköping) mellan 2019 och 2022 och med AGIL Volley (med sponsorsnamnet Igor Gorgonzola Novara) 2022–2023.
Ituma dog 13 april 2023 efter ett fall från en balkong på hotellet i Turkiet efter att ha spelat semifinal i CEV Champions League 2022/2023 med AGIL Volley.